# Copa del Pacífico 2010
La Copa del Pacífico 2010 fue un torneo internacional de fútbol de carácter no oficial, disputado en el estadio George Capwell de Guayaquil. La única particularidad de esta edición, fue la inclusión de un equipo no perteneciente a la Costa del Pacífico, sino del Atlántico como el uruguayo Racing.
La primera fase de semifinales se la disputó el 19 de enero y la final el 21 del mismo mes.
Los equipos participantes fueron: Club Sport Emelec, Independiente Medellín, Barcelona Sporting Club, Racing Club de Montevideo.
Se coronó campeón el Club Sport Emelec.

## Cuadrangular
|  | Semifinales          | Semifinales            |   |           | Final     | Final |  |
|  |                      |                        |   |           |           |       |  |
|  |                      |                        |   |           |           |       |  |
|  |                      |                        |   |           |           |       |  |
|  | Emelec (p.)          | 0 (4)                  |   |           |           |       |  |
|  | Racing               | 0 (2)                  |   |           |           |       |  |
|  |                      |                        |   |           |           |       |  |
|  |                      |                        |   |           |           |       |  |
|  |                      |                        |   |           | Emelec    | 2     |  |
|  |                      | Independiente Medellín | 1 |           |           |       |  |
|  |                      |                        |   |           |           |       |  |
|  |                      |                        |   |           |           |       |  |
|  |                      |                        |   |           | 3º puesto |       |  |
|  |                      |                        |   |           |           |       |  |
|  | Barcelona            | 2 (2)                  |   | Barcelona | 2         |       |  |
|  | Indep. Medellín (p.) | 2 (4)                  |   |           | Racing    | 0     |  |

## Partidos

### Semifinales
| 19 de enero de 2010 | Barcelona                           | 2:2 (0:0) (2:4 p.)         | Independiente Medellín         | Estadio George Capwell, Guayaquil |                        |
| 19:00 (ECT)         | Valdivieso 85' · Bolaños 88'        | Reporte                    | Valoyes 55' · Arias 73'        | Árbitro(s): Omar Ponce            | Árbitro(s): Omar Ponce |
|                     |                                     | Tiros desde el punto penal |                                |                                   |                        |
|                     | Palacios · Garcés · Perlaza · Landa |                            | Hay · Arias · Ortiz · Barahona |                                   |                        |

| 19 de enero de 2010 | Emelec                                 | 0:0 (4:2 p.)               | Racing Club                                  | Estadio George Capwell, Guayaquil |                            |
| 21:00 (ECT)         |                                        | Reporte                    |                                              | Árbitro(s): Daniel Salazar        | Árbitro(s): Daniel Salazar |
|                     |                                        | Tiros desde el punto penal |                                              |                                   |                            |
|                     | Quiroz · P. Quiñónez · Ayoví · Giménez |                            | Larrosa · Cauteruccio · L. Quiñones · Scotti |                                   |                            |

### Partido por el tercer lugar
| 21 de enero de 2010 | Barcelona                | 2:0 (1:0) | Racing Club | Estadio George Capwell, Guayaquil                      |                                                        |
|                     | Samudio 42' · Angulo 70' | Reporte   |             | Asistencia: 10.000 espectadores Árbitro(s): Omar Ponce | Asistencia: 10.000 espectadores Árbitro(s): Omar Ponce |

### Final
| 21 de enero de 2010 | Emelec                | 2:1 (1:1) | Independiente Medellín | Estadio George Capwell, Guayaquil                          |                                                            |
| 20:30 (ECT)         | Quiroz 9' · Rojas 55' | Reporte   | Pardo 33'              | Asistencia: 15.000 espectadores Árbitro(s): Daniel Salazar | Asistencia: 15.000 espectadores Árbitro(s): Daniel Salazar |

## Campeón
|                |
| Campeón Emelec |
| (3° título)    |